# Zaokskij rajon
Lo Zaokskij rajon (in russo Заокский район?) è un rajon dell'Oblast' di Tula, in Russia. Istituito nel 1924, il capoluogo è Zaokskij.